# Erythrina crista-galli

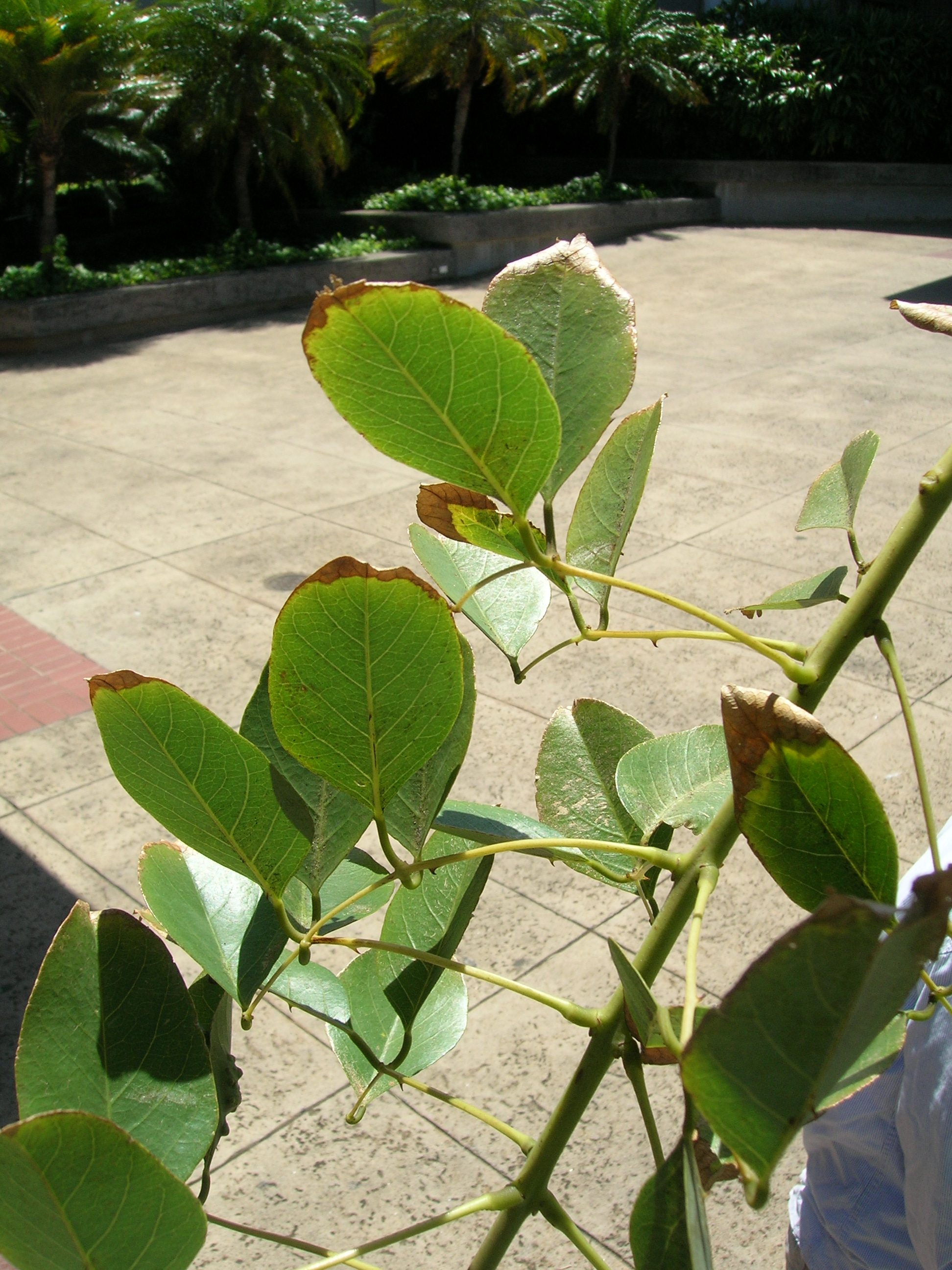
Disposición de las hojas

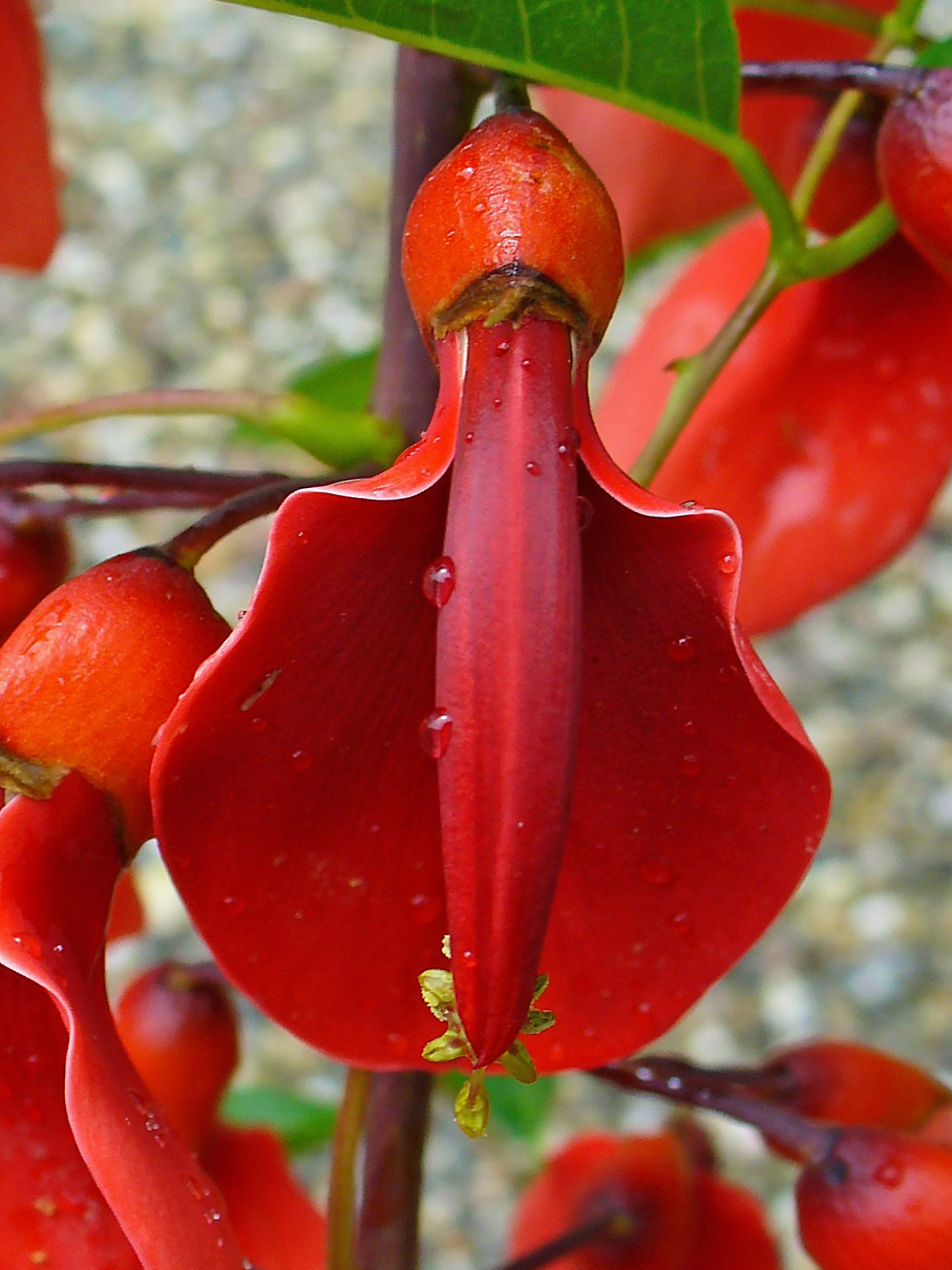
Detalle de la flor

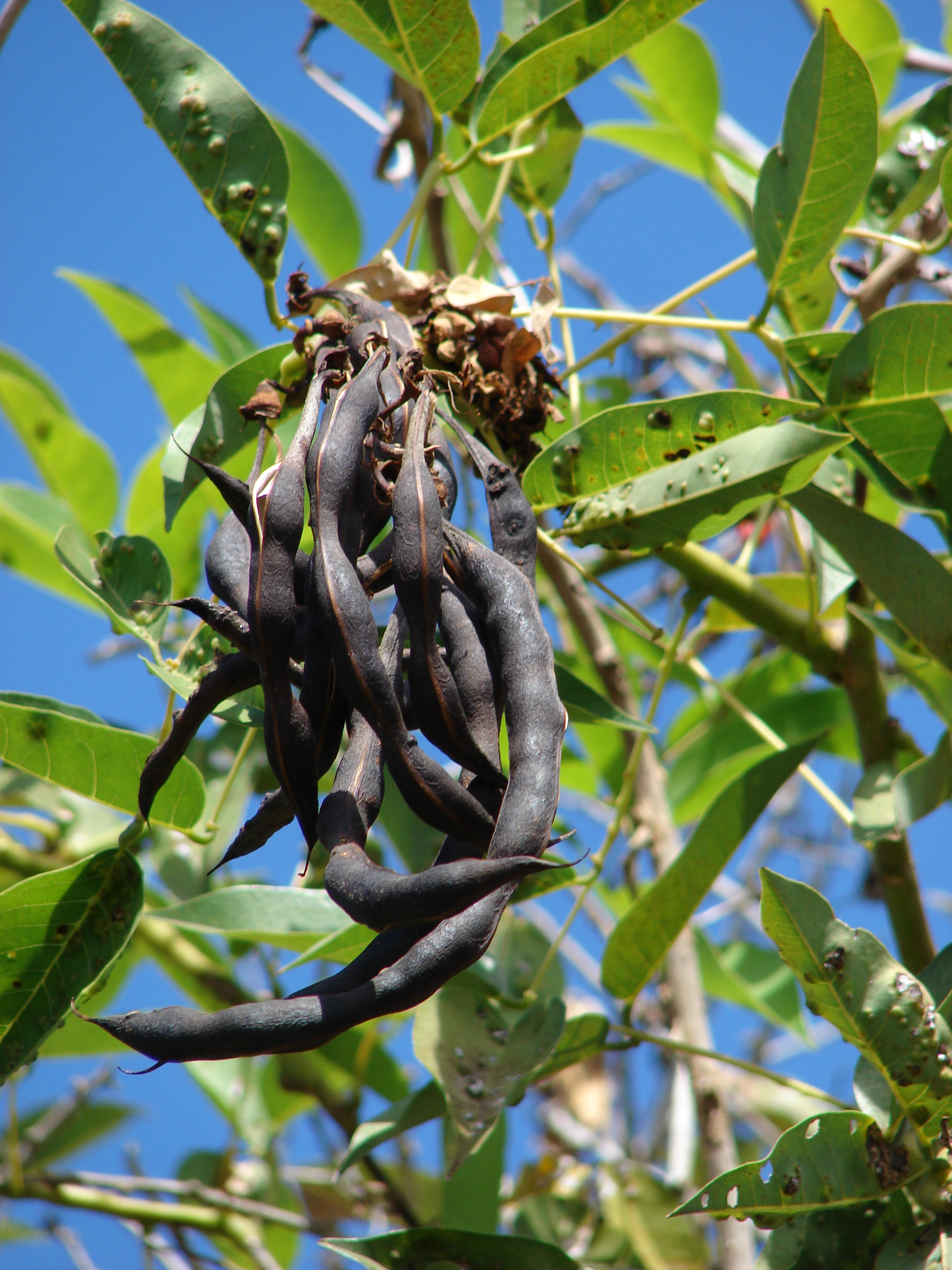
Frutos

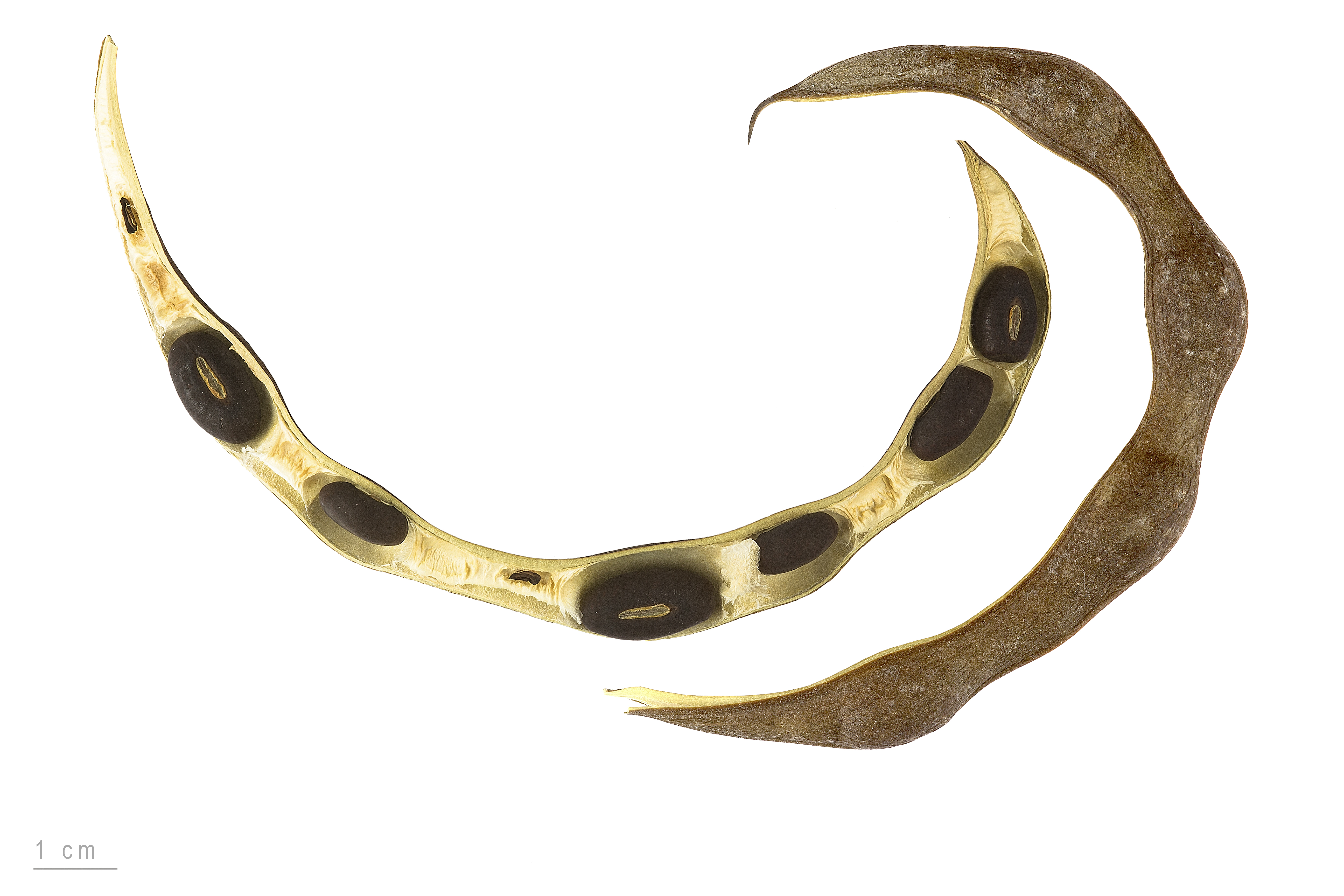
Vaina y semillas

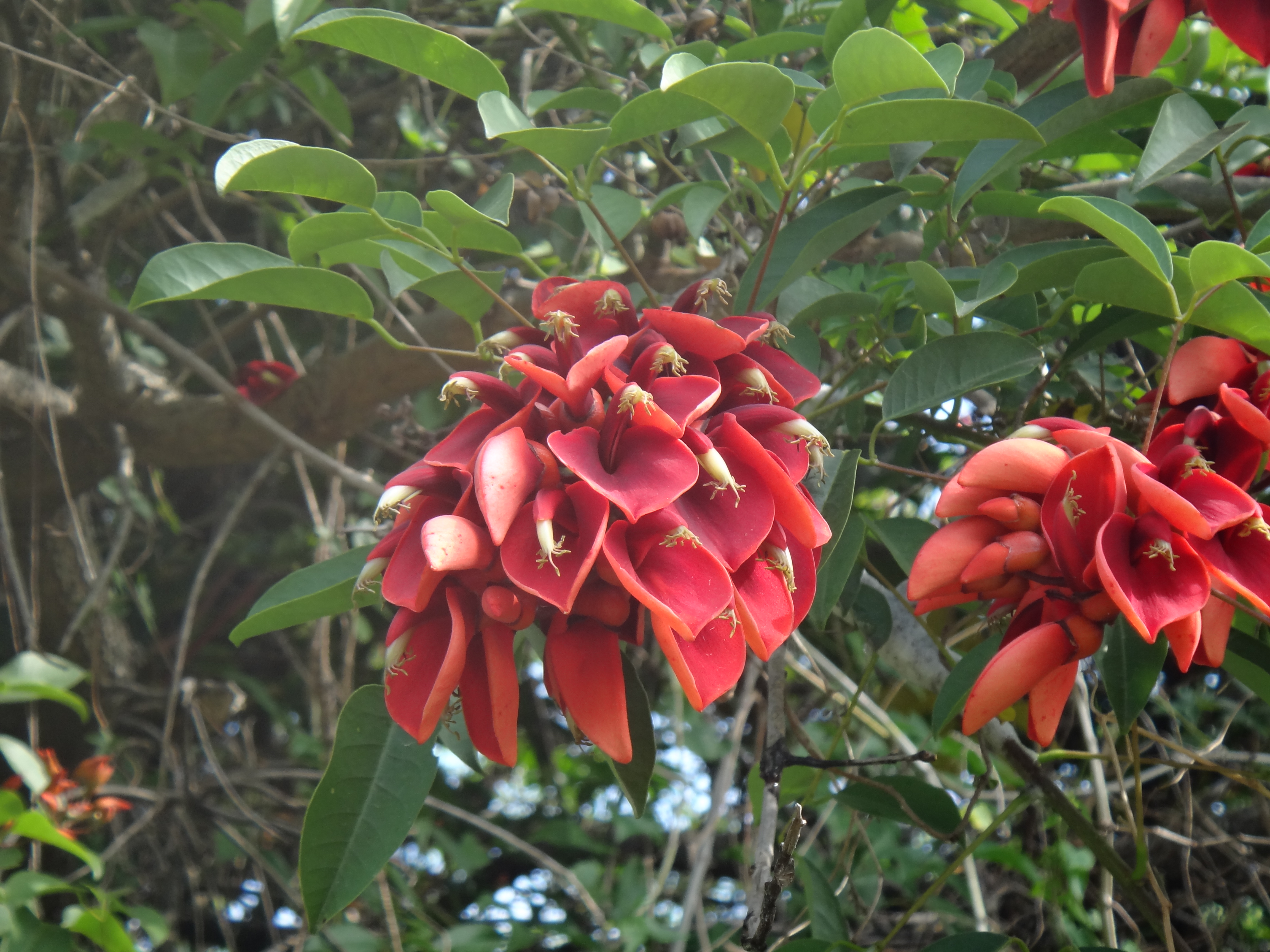
Flores del ceibo.

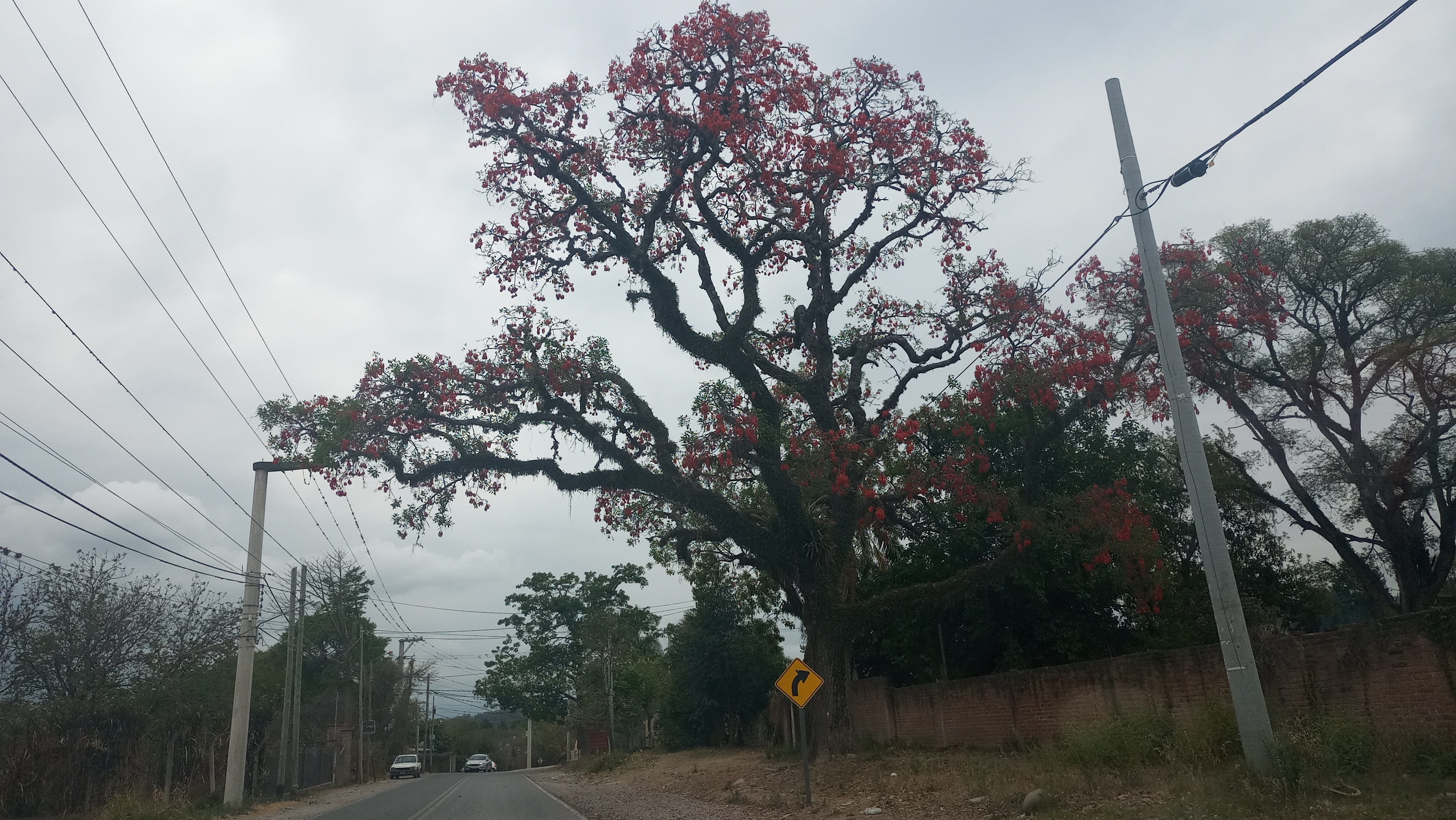
Árbol de Ceibo en flor en Jujuy, Argentina

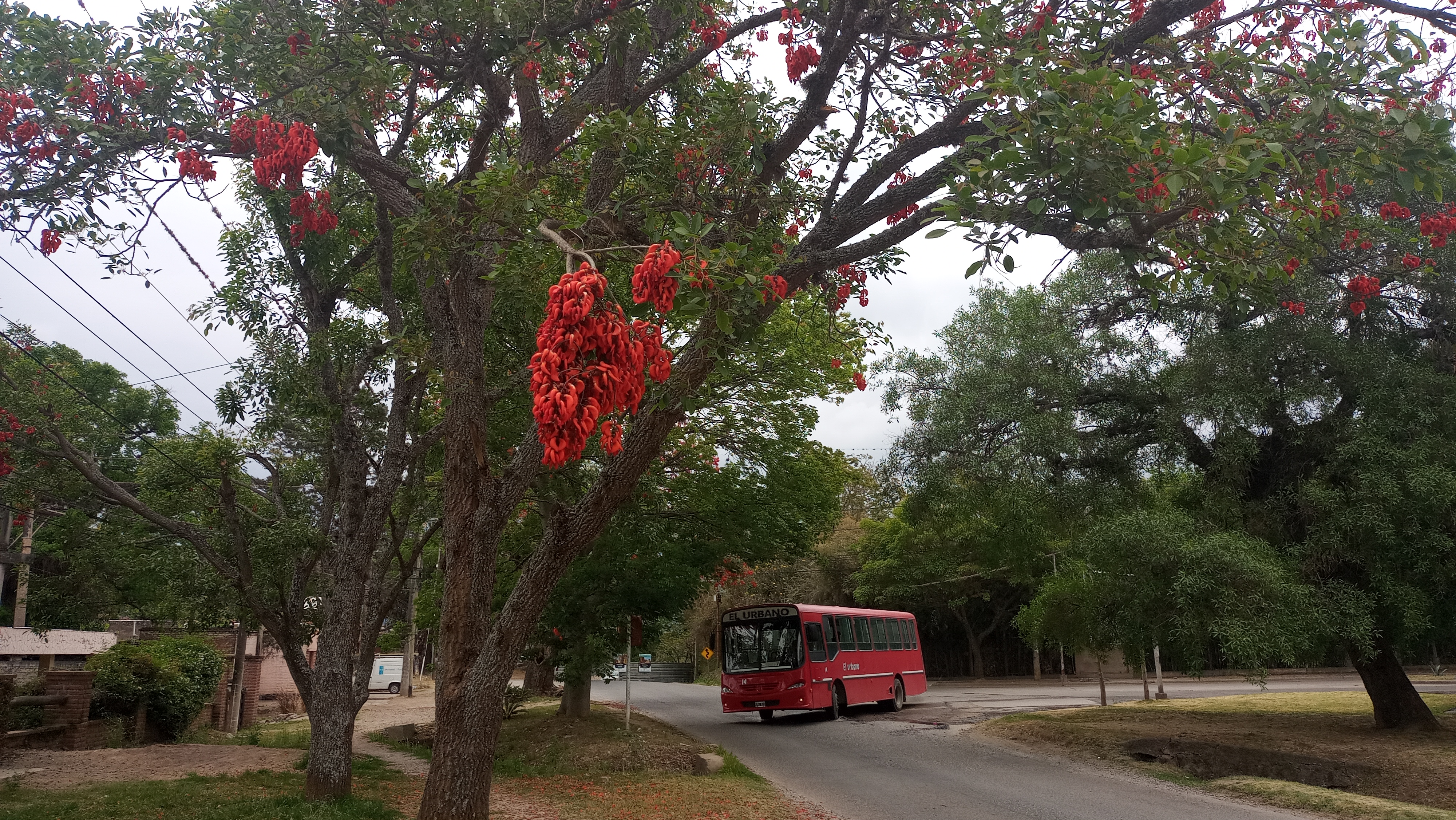
Detalle de florescencias del Ceibo en San Salvador de Jujuy, Argentina

Erythrina crista-galli, el seibo o ceibo es un árbol de la familia  Fabaceae originario de Sudamérica.
Es la flor nacional de Argentina desde 1942, y en 2008 se declaró el 22 de noviembre «Día nacional del ceibo». También es la flor nacional de Uruguay, donde es tradicional que se encuentre plantado en las escuelas.

## Descripción
Es un árbol de porte mediano que puede alcanzar entre 5 a 8 m de altura, llegando raramente hasta los 20 m. y con un diámetro de tronco de más de 50 cm. Su raíz es pivotante, con nudosidades producidas por bacterias nitrificantes que viven en simbiosis, facilitando a esta la absorción del nitrógeno que fijan y de la cual toman las sustancias orgánicas que elabora.
El tronco es tortuoso e irregular, con ramas espinosas que  crecen de forma desordenada y mueren tras la floración. Las hojas son caducas, compuestas de tres láminas oblongo-lanceoladas con textura coriácea.
Las flores, de color rojo, surgen en inflorescencias arracimadas, tienen cinco pétalos con simetría bilateral.
El cáliz es gamosépalo, como un pequeño dedal de color rojo. Forma con la corola un perianto donde sépalos y pétalos son de color semejante, pero de forma distinta. Su borde se caracteriza por el color marrón que le da aspecto de marchito. 
La corola, semejante a la de Phaseolus vulgaris, es amariposada, pero se diferencia de ésta en que el estandarte, que es el pétalo más grande, se sitúa en la parte inferior. Los dos pétalos llamados alas, son muy pequeños y se esconden dentro del cáliz. Los otros dos a veces se sueldan parcialmente y forman la quilla, sirviendo de protección a los órganos de reproducción.
El androceo consta de 10 estambres, uno libre y nueve unidos por sus filamentos (androceo gamostémono). El gineceo unicarpelar se sitúa entre los estambres soldados. 
El fruto es una pequeña legumbre parda y seca, monocárpica, de pocos centímetros. Las semillas, de color marrón, son cilíndricas y se disponen espaciadamente en el interior de la vaina. 
El embrión posee cotiledones hipogeos (al germinar quedan bajo tierra).

## Distribución y hábitat
Se distribuye por el noreste y centroeste de Argentina, el este de Bolivia, el sur de Brasil, gran parte de Paraguay y casi todo Uruguay.
Habita lugares bajos inundables, y a lo largo de los cursos de agua del Gran Chaco y de la Región Oriental. No habita el bosque alto ni los sitios secos sin inundaciones. Tolera muy bien suelos saturados de agua; las semillas son transportadas por el agua germinando en sitios tales como bancos de arena, en donde ayudan a estabilizar la tierra y a formar islas nuevas. Es muy común en el predelta y delta del río Paraná.

## Toxicidad
Las partes aéreas de las especies del género Erythrina pueden contener alcaloides, tales como la eritralina y la erisodina, cuya ingestión puede suponer un riesgo para la salud.

## Usos
Posee aplicaciones tintóreas y medicinales: con su corteza se tratan heridas reumatismo y sirve como antiespasmódico diurético; con su resina se pueden curar enfermedades intestinales; sus hojas contienen alcanfor coma que ayuda a la cicatrización de las heridas y posee propiedades antiiflamatorias para tumores.

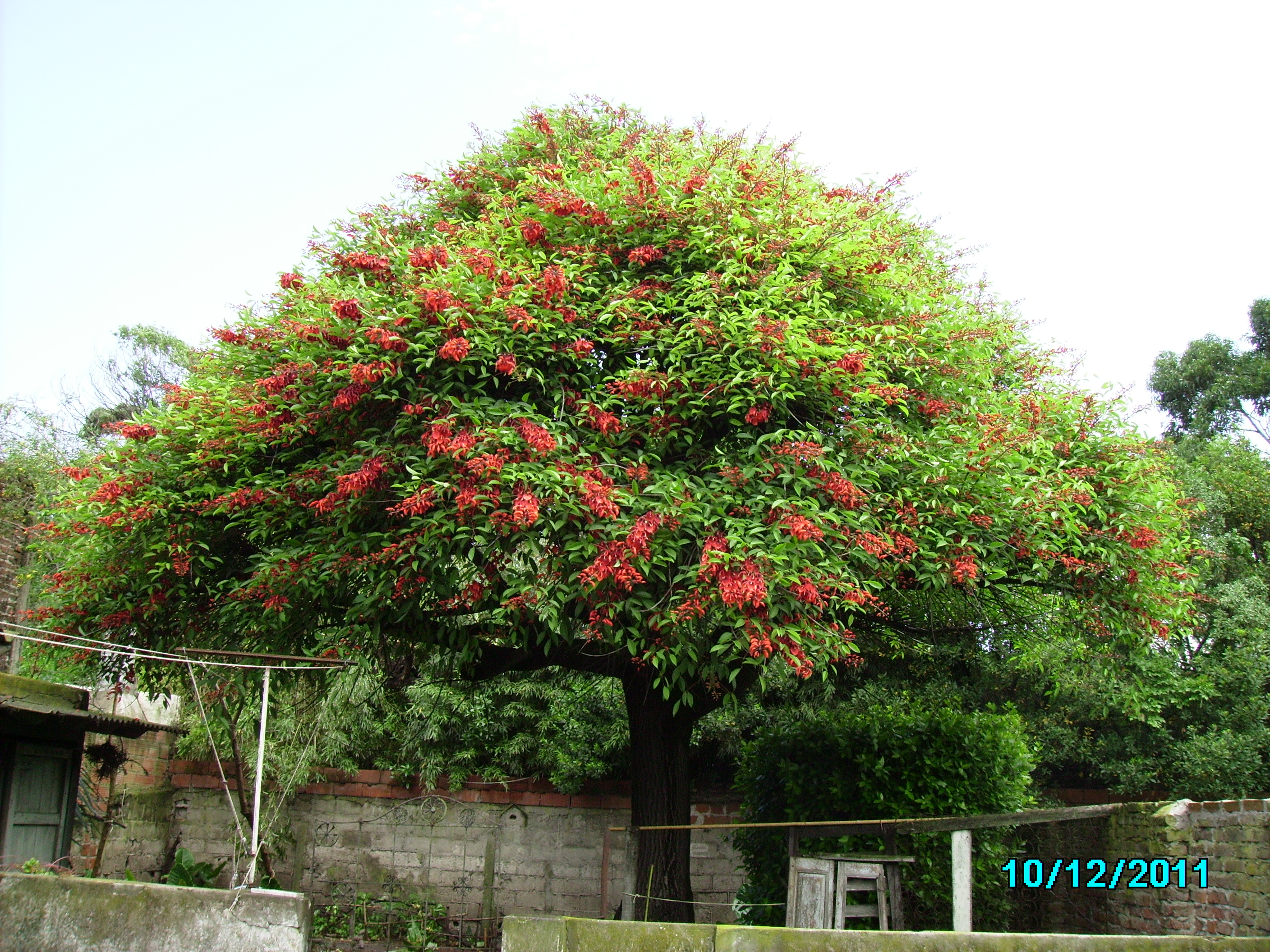
Ceibo en la ciudad argentina de Mar del Plata

- Ceibo en la ciudad argentina de Mar del PlataTiene madera débil y porosa, poco duradera; se utiliza en tallas y molduras. Peso específico de 0,2 g/cm³.
- Es apta para producción de Pulpa de celulosa.
- Es melífero.
- Se cultiva en países tropicales y subtropicales para uso ornamental.
- En Argentina el casco del bombo legüero se hace preferentemente de seibo.

## Taxonomía
Erythrina crista-galli fue descrita por Carlos Linneo y publicado en Mantissa Plantarum 1: 99–100. 1767
Etimología
Erythrina: nombre genérico que  proviene del griego ερυθρος erythros = "rojo".
crista galli: epíteto latino que significa, "cresta de gallo". 
Variedades
- Erythrina crista–galli var. leucochlora Lombardo de características semejantes a la especie tipo, pero con flores blancas.[13]
- Erythrina crista–galli var. hasskarlii Backer
- Erythrina crista-galli var. crista-galli
- Erythrina crista-galli var. longiflora

## Nombres comunes
En distintas regiones se conoce como árbol del coral, bucaré, ceibo, suiñandi o suinandí, seibo, cachimbo, anahí, flor de coral, gallito, pico de gallo, piñón francés de Cuba, sananduva y corticeira (en Brasil), chilijchi (en Bolivia).